# Georg Feuerstein
Georg Feuerstein (* 27. Mai 1947 in Würzburg; † 25. August 2012 in Saskatchewan, Kanada) war ein deutscher Indologe und Buchautor mit den Hauptthemen Yoga, Tantra und Hinduismus.

## Leben
Georg Feuerstein wurde am 27. Mai 1947 in Würzburg  als Sohn des Juristen Erwin Feuerstein und dessen Frau Dorothea geboren. 1965 traf er im Schwarzwald einen indischen Swami, der ihn in den Yoga einführte.
1967 wanderte er nach England aus und studierte an der Universität von Durham Sanskrit und Indologie. 1969 publizierte er sein erstes Buch mit dem Titel: Yoga – Sein Wesen und Werden.
1981 zog er in die Vereinigten Staaten und wurde im folgenden Jahr Anhänger von Da Free John (Franklin Jones) und vertiefte seine spirituelle Praxis. 1985 heiratete er seine erste Frau Patricia Lamb.
1993 wandte er sich dem tibetischen Buddhismus zu, nahm später aber wieder seine Yogapraxis auf. 1996 gründete er im kalifornischen Lower Lake das Yoga Research and Education Center.
Im Jahre 2004 zog er aus Protest gegen die US-amerikanische Weltpolitik mit seiner zweiten Ehefrau Brenda nach Kanada.
Am 25. August 2012 starb er in Saskatchewan, Kanada.

## Ur-Yoga-These
Georg Feuerstein ist ein Vertreter der sogenannten Ur-Yoga-These, wonach die ersten Vorläufer des Yoga bereits den frühen Ariern bekannt war. In seiner Version der Out-of-India-Theorie war die Indus-Kultur, die er aus eigenen Überlegungen in die Zeit zwischen 4000 und 2000 v. Chr. oder früher ansetzt, Trägerin der vedischen Kultur; auch den Rigveda datiert er im Gegensatz zur gängigen universitären Forschung auf den Gebieten der Religions- und Sprachwissenschaft in diese frühe Zeit. Dabei verweist u. a. auf „starke morphologische Querverbindungen zwischen den Harappa-Glyphen und der späteren Brahmi-Schrift“.

## Veröffentlichungen (Auswahl)
- Yoga. Sein Wesen und Werden. Schwab, Schopfheim 1969.
- (Hrsg.): Sechs Strophen über den Urgrund aller Dinge. Schwab, Schopfheim 1969, ISBN 3-7964-0085-X.
- The Essence of Yoga: A Contribution to the Psychohistory of Indian Civilisation. Rider, London 1973.
  - Der Yoga. Im Lichte der Bewusstseinsgeschichte der indischen Kultur. Novalis-Verlag, Schaffhausen 1981, ISBN 3-7214-0120-4.
- Yoga-Sutra of Patanjali: A New Translation and Commentary. Dawson, Folkestone 1979.
- The Philosophy of Classical Yoga. Manchester University, Press 1980.
- The Bhagavad Gita: Its Philosophy and Cultural Setting. Quest, Wheaton 1983.
- Encyclopedic Dictionary of Yoga. Paragon House, 1990, ISBN 1-55778-245-8.
- Holy Madness: The Shock Tactics and Radical Teachings of Crazy-Wise Adepts, Holy Fools, and Rascal Gurus. Paragon House, 1991, ISBN 1-55778-250-4.
  - Heilige Narren. Über die Weisheit ungewöhnlicher Lehrer. Krüger, Frankfurt 1996, ISBN 3-8105-0632-X.
- Sacred Sexuality. J. P. Tarcher, 1992, ISBN 0-87477-683-X.
  - Gott und die Erotik. Spirituelle Dimensionen der Sexualität. Droemer Knaur, München 1993, ISBN 3-426-77047-4.
- The Mystery of Light: The Life and Teachings of Omraam Michael Aivanhov. Passage Press, 1992.
  - Das Geheimnis des Lichts. Das Leben und die Lehre von Omraam Mikhaël Aïvanhov.  Prosveta-Verlag, 1997, ISBN 3-89515-020-7.
- Traditional Tantra and Contemporary Neo-Tantrism. Traditional Yoga Studies, 1995 (Online [PDF]).
- mit Subhash Kak & David Frawley: In search of the cradle of civilization: new light on ancient India. 1995, ISBN 0-8356-0720-8.
- Lucid Waking: Mindfulness and the Spiritual Potential of Humanity. Inner Traditions, 1997, ISBN 0-89281-613-9.
  - Wach sein. Geistige Klarheit, Einsicht und Selbstbestimmung. Barth, Bern/München/Wien 1999, ISBN 3-502-61018-5.
- Tantra: The Path of Ecstasy. Shambhala, London 1998, ISBN 1-57062-304-X.
- The Yoga Tradition: Its History, Literature, Philosophy and Practice. Hohm Press, Prescott 1998, ISBN 0-934252-83-1.
  - Die Yoga-Tradition. Geschichte, Literatur, Philosophie & Praxis. Vorwort von Ken Wilber. Yoga-Verlag, Wiggensbach 2008, ISBN 978-3-935001-06-9.
- mit Larry Payne: Yoga For Dummies. John Wiley & Sons, 1999, ISBN 0-7645-5117-5.
  - Yoga für Dummies. Entspannung und Lebensfreude mit Yoga. mitp, Bonn 2000, ISBN 3-8266-2902-7; 2. überarb. und erw. Aufl. Wiley-VCH-Verlag, Weinheim 2011, ISBN 978-3-527-70706-5.